# Daniel Cervantes
Daniel Cervantes (sinh ngày ngày 28 tháng 6 năm 1990 ở Aguascalientes) là một cầu thủ bóng đá người México ở vị trí hậu vệ cho Alebrijes de Oaxaca.
Daniel Cervantes có màn ra mắt cùng với Necaxa ngày 16 tháng 10 năm 2010 trong trận đấu trước C.D. Guadalajara.
Anh cũng thi đấu cho Đội tuyển bóng đá quốc gia México ở các cấp độ trẻ, với 3 lần thi đấu cho U-17 năm 2007.